# WNYE-TV
WNYE-TV (também conhecida como NYC Life) é uma emissora de televisão estadunidense com sede em Nova York, no estado homônimo. Opera no canal 25 (24 UHF digital). Pertence a NYC Media, que também controla a emissora de rádio irmã WNYE (91,5 FM). As duas emissoras compartilham estúdios no Centro de Graduação da City University of New York, no centro de Manhattan. O transmissor da WNYE-TV está localizado no Condé Nast Building.

## História

### Uso educacional (1967–2004)
A WNYE-TV opera com licença educacional original da televisão de Nova York, uma das dez concedidas pela Federal Communications Commission (FCC) em 1952 à Universidade do Estado de Nova York, o órgão governamental educacional geral do estado. Depois que os planos iniciais para construir uma rede estadual foram abandonados, as licenças foram transferidas para interesses educacionais locais; o canal 25 foi transferido para a Câmara Municipal (agora Departamento) de Educação, que administrava a rádio WNYE.
No entanto, ficou óbvio, logo depois que a FCC abriu a banda UHF, que uma emissora UHF não seria forte o suficiente para cobrir um mercado que havia crescido para abranger grandes áreas do sudoeste de Connecticut e norte de Nova Jersey, bem como do sul do estado de Nova York e Long Island. Além disso, até 1964, não era possível sintonizar as emissoras UHF sem um conversor separado. Por essa razão, em setembro de 1962, a WNTA-TV, emissora comercial independente licenciada para Newark, Nova Jersey (canal 13) foi convertida para a emissora não comercial WNDT (agora WNET), que se tornaria o principal veículo educacional da área metropolitana de Nova York.
O Conselho de Educação colocou a WNYE-TV no ar em 5 de abril de 1967. Originalmente, seu foco principal era fornecer programação educacional que pudesse ser usada em salas de aula, enquanto o canal 13 servia como a emissora membra da National Educational Television (NET) da área de Nova York. Nos primeiros anos, o horário de operação da emissora limitava-se exclusivamente ao horário escolar (cerca das 8h30 às 16h00 durante a semana), com programação limitada aos fins-de-semana e durante o verão. O horário de funcionamento foi ampliado gradativamente a partir de 1970, à medida que a emissora passou a agregar programação da Public Broadcasting Service (PBS) à sua programação.

Logo da emissora, de meados da década de 90.

O formato de programação educacional com programação da PBS se manteve na WNYE-TV por suas primeiras três décadas e meia de operação. Junto com os programas educativos, a emissora transmitia programas que enfocavam os distritos escolares individuais localizados dentro do Conselho de Educação, com a participação de alunos e educadores (alguns desses programas incluíam District 2 Schoolvision, District 6 Speaks, District 9 at a Glance, District 10 Presents e Bronx High School Magazine). À medida que as horas de programação da emissora aumentaram, a programação em idioma estrangeiro em horário alugado (de produtores externos) também foi adicionada à programação e, em meados da década de 90, mais programas da PBS e outros programas educativos substituíram os programas de distritos escolares locais. Quando a WNYC-TV, de propriedade municipal (canal 31, agora WPXN-TV) foi vendida pela cidade de Nova York em 1996, a WNYE-TV adquiriu a longa série daquela emissora, Video Music Box, bem como horas adicionais de programas étnicos em tempo alugado que foram transmitidos anteriormente na WNYC-TV.

### NYC Media (2004–atual)

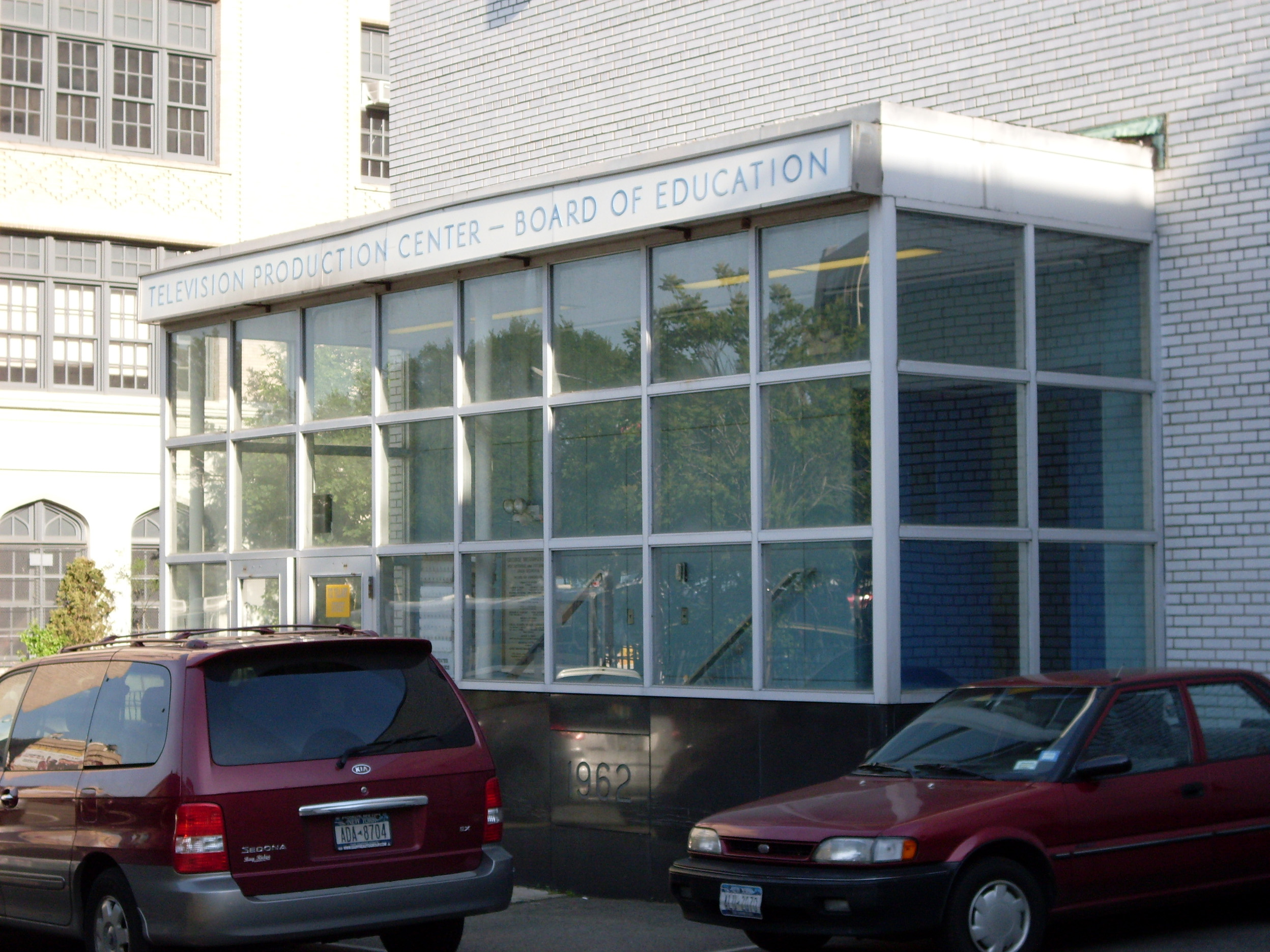
Os antigos estúdios da WNYE-TV no Klitgord Hall da City Tech, no centro do Brooklyn. O estúdio e o prédio já foram demolidos.

Em dezembro de 2004, o Departamento de Educação transferiu as licenças das emissoras WNYE para o Departamento de Tecnologia da Informação e Telecomunicações da cidade de Nova York. A transferência integrou as operações da WNYE-FM-TV com as dos serviços de televisão a cabo de propriedade da cidade, CUNY TV e Crosswalks Television Network (agora NYC Media), combinando-as para formar o NYC Media Group. Alguns meses antes da transferência, o NYC Media Group começou gradualmente a deixar de exibir programas da PBS e os programas educativos da WNYE-TV em favor de uma programação com tema local. Em 2005, a programação do horário nobre era composta inteiramente de produções originais. Atualmente, a programação da WNYE-TV varia de programas distribuídos pela American Public Television, vários programas étnicos e uma programação em horário nobre voltada para um público urbano jovem e de classe alta. A maioria dessas ofertas é produzida internamente pela NYC Media, incluindo Cool in Your Code, Full Frontal Fashion e Eat Out NY. Entre outras produções relacionadas a emissora, Secrets of New York foi distribuído nacionalmente para emissoras de televisão públicas, e este e Blueprint: New York City foram oferecidos à extinta rede digital de cabo e satélite The Documentary Channel, que por sua vez forneceu programas de sua biblioteca para a WNYE-TV.
Com a mudança de formato, a WNYE-TV também mudou de seus antigos estúdios na 112 Tillary Street em Downtown Brooklyn, no agora demolido Klitgord Hall no New York City College of Technology (uma filial da City University of New York). Tanto a TV quanto a rádio WNYE (que ficavam na Brooklyn Technical High School) agora têm escritórios na sede da NYC Media no Manhattan Municipal Building, no sul de Manhattan, e operam no Centro de Graduação da CUNY, na Fifth Avenue e 34th Street.

## Sinal digital
| PSIP | Canal digital | Resolução de vídeo | Programação                      |
| ---- | ------------- | ------------------ | -------------------------------- |
| 25.1 | 24 UHF        | 1080i              | Programação principal da WNYE-TV |
| 25.2 | 24 UHF        | 480i               | NYC GOV                          |
| 25.3 | 24 UHF        | 1080i              | CUNY TV                          |

Em junho de 2018, a WNYE-TV transmite seu canal principal em alta definição 1080i.

### Transição para o sinal digital
Com base no decreto federal de transição das emissoras de TV estadunidenses do sinal analógico para o digital, a WNYE-TV interrompeu a programação regular em seu sinal analógico, no canal 25 UHF, em 12 de junho de 2009. O sinal digital da emissora se manteve no 24 UHF pré-transição.

## Programas
A programação da WNYE-TV é focada principalmente em formatos de realidade, como estilo de vida, documentários e variedades. Os formatos dos programas variam de programas como Globe Trekker, VideoFashion News e Endless Feast, a programas originais da NYC Media, como Eat Out NY, New York 360 e Cool in Your Code, bem como o programa nacionalmente distribuído, Secrets of New York. Outros programas populares, como New York Noise e The Bridge se concentram na cena musical da cidade. O New York Noise tem seguidores leais entre os músicos. Tommy Ramone foi o apresentador de um episódio e o programa apresentou bandas e artistas como Fischerspooner, Animal Collective, Cat Power e The National. Estrelas bem conhecidas do indie e da música eletrônica, como Moby, são conhecidas por aparições e performances surpreendentes. Artistas como Beirut e grupos como Vampire Weekend e Plain White T's creditam abertamente sua grande chance ao programa e sua produtora, Shirley Braha.
São estas algumas das principais produções originais da WNYE-TV:
- $9,99
- Blueprint NYC
- Backdrop NYC
- Cool In Your Code
- Eat Out NY
- Healthy Soul with Gina Keatley
- It's My Park
- NYC 360
- NYC Paradetown USA
- Secrets of New York
- The Bridge
- We Speak NYC